# Krzyżanowice (województwo mazowieckie)
Krzyżanowice – wieś w Polsce położona w województwie mazowieckim, w powiecie radomskim, w gminie Iłża. Ma status sołectwa.
W latach 1954–1972 wieś należała i była siedzibą władz gromady Krzyżanowice. W latach 1975–1998 miejscowość administracyjnie należała do województwa radomskiego.

## Części wsi
| SIMC    | Nazwa      | Rodzaj     |
| ------- | ---------- | ---------- |
| 0622859 | Kolonie    | część wsi  |
| 0622871 | Malenie    | przysiółek |
| 0622865 | Stara Wieś | część wsi  |

Prywatna wieś szlachecka, położona była w drugiej połowie XVI wieku w powiecie radomskim województwa sandomierskiego. 
We wsi znajduje się parafia św. Józefa Oblubieńca NMP.
Obok miejscowości przepływa Modrzewianka, dopływ Iłżanki. W 2019 roku Paleontolodzy z Warszawy znaleźli skamieniałości morskich gadów sprzed 152 mln lat. Odkrycie zostało znalezione na polu kukurydzy.